# Koczała (przystanek kolejowy)
Koczała – zlikwidowany przystanek osobowy w Koczale w Polsce, w województwie pomorskim, w powiecie człuchowskim, w gminie Koczała.